# Magnus Ek
Magnus Anders Emmich Ek, född 19 februari 1994 i Gryts församling i Östergötlands län, är en svensk politiker (centerpartist). Han var ordinarie riksdagsledamot 2018–2022, invald för Östergötlands läns valkrets.

## Biografi
Vid förbundsstämman i Gideå den 26 juni 2015 valdes Magnus Ek till förbundsordförande för Centerpartiets ungdomsförbund. Han avgick från posten vid förbundsstämman i Mora 2019, då han efterträddes på sin post av Ida Alterå.
Ek var riksdagsledamot 2018–2022. I riksdagen var han ledamot i utrikesutskottet 2019–2022 och ledamot i Nordiska rådets svenska delegation 2018–2022. Ek var även suppleant i bland annat EU-nämnden, miljö- och jordbruksutskottet och utrikesutskottet.
Han är invald i kyrkomötet för Linköpings stift sedan Kyrkovalet 2013.

### Familj
Magnus Ek är son till Lena Ek, tidigare miljöminister i regeringen Reinfeldt.